# Séisme de 2021 à Célèbes
Le séisme de 2021 à Célèbes est un tremblement de terre survenu le 15 janvier 2021 dans la régence de Majene (en), dans la province de Sulawesi occidental, sur l'île indonésienne de Célèbes à 2 h 28 UTC+08:00 (10 h 28 UTC), avec une magnitude de moment de 6,2. Ce tremblement de terre a été ressenti jusqu'à Makassar, la capitale du Sulawesi du Sud, et Palu dans le Sulawesi central. Plusieurs bâtiments auraient été détruits dans les villes voisines, dont un bâtiment de trois étages à Mamuju. Au moins 105 personnes sont mortes et plus de 3 300 ont été blessées. Il a été précédé d'un pré-choc de magnitude 5,7 quelques heures plus tôt.